# Pseudocyathoceras
Genre
Pseudocyathoceras est un genre de coraux durs de la famille des Turbinoliidae.

## Liste d'espèces
Selon World Register of Marine Species (21 juillet 2015) et ITIS (21 juillet 2015), le genre Pseudocyathoceras comprend l'unique espèce suivante :
- Pseudocyathoceras avis (Durham & Barnard, 1952)